# 屋根の上の牛
『屋根の上の牛』（やねのうえのうし、フランス語: Le Bœuf sur le toit）作品58は、ダリユス・ミヨーによる超現実主義バレエ。ブラジルの大衆音楽や舞曲に強く影響されており（たとえば「屋根の上の牛」という題名は、ブラジルの古いタンゴに由来する）、作品中には30ものブラジルの旋律が引用されている。1922年に開店したパリの同名の居酒屋は、このバレエ音楽に由来する。ルフランは15回にわたって登場するが、そのつど12の別の調性に移調されている。
本来はチャールズ・チャップリンの無声映画のために作曲され、『ヴァイオリンとピアノのためのシネマ幻想曲』（« Cinéma-fantaisie » pour violon et piano）という名称であった。ジャン・コクトーの台本とラウル・デュフィの舞台装飾、ギィ＝ピエール・フォコネの衣裳によるバレエが発想されるにあたって、ミヨーは《シネマ幻想曲》をバレエ音楽に編曲した。
このバレエ音楽は、ミヨーが第一次世界大戦中にブラジルで2年を過ごしていた間に知った音楽に基づき一連の場面が設定されており、物語らしい物語というものはない。舞台は、さまざまな登場人物が常連となっている酒場とされており、ダフ屋、ボクサー、男装の麗人、頭上の換気扇のファンに首を切り落とされたのに生き返った警官、その他大勢がこの酒場に入り浸っている。初演には、メドラノ・サーカスの道化師（フラテッリーニ一座）が出演して舞台に花を添えた。振付けは、生き生きとした活気ある音楽とは対照的に、非常にゆったりとしていたという。
初演は1920年2月にシャンゼリゼ劇場において行われ、本作と並んで、ジョルジュ・オーリックの『さらばニューヨーク』（Adieu New York）、フランシス・プーランクの『円花窓』（Cocardes）、エリック・サティの『組み立てられた3つの小品』（Trois petites pièces montées）が上演された。
室内オーケストラ版のほかに、『南米の歌による映画サンフォニー』（Cinéma-symphonie sur des airs sud-américain）の副題が付けられた4手ピアノ版がある。

## 演奏時間
18分ほど。

## 楽器編成
フルート2（1番フルートはピッコロに持ち替え）、オーボエ1、クラリネット（B♭管）2、バスーン1、ホルン2、トランペット2（C管）、トロンボーン、打楽器2名（ギロ、シンバル、バスドラム、タンブリン、プロヴァンス太鼓）、弦5部となっている。